# Ahatsistari
Ahatsistari, baptisé Eustache (1602 - août 1642) est un chef huron membre de la tribu des Attignaenongnehacs qui accompagna le père Isaac Jogues et René Goupil lors de leur voyage entre Trois-Rivières et la Huronie (près de Québec) en 1642.
Lors d'une embuscade par des Agniers, Ahatsistari et 21 autres Hurons et Français sont capturés. Au bout de sept jours, les chefs Agniers décident de libérer les Hurons sauf trois hommes, dont Ahatsistari qui sera condamné à mourir par les flammes à Tionontoguen (Teonontogen).
René Goupil est quant à lui tué quelque temps après. De son côté, le père Jogues est libéré à la suite de sa capture. Il sera néanmoins tué quelques années plus tard dans une situation similaire.